# Imperial Motor Company

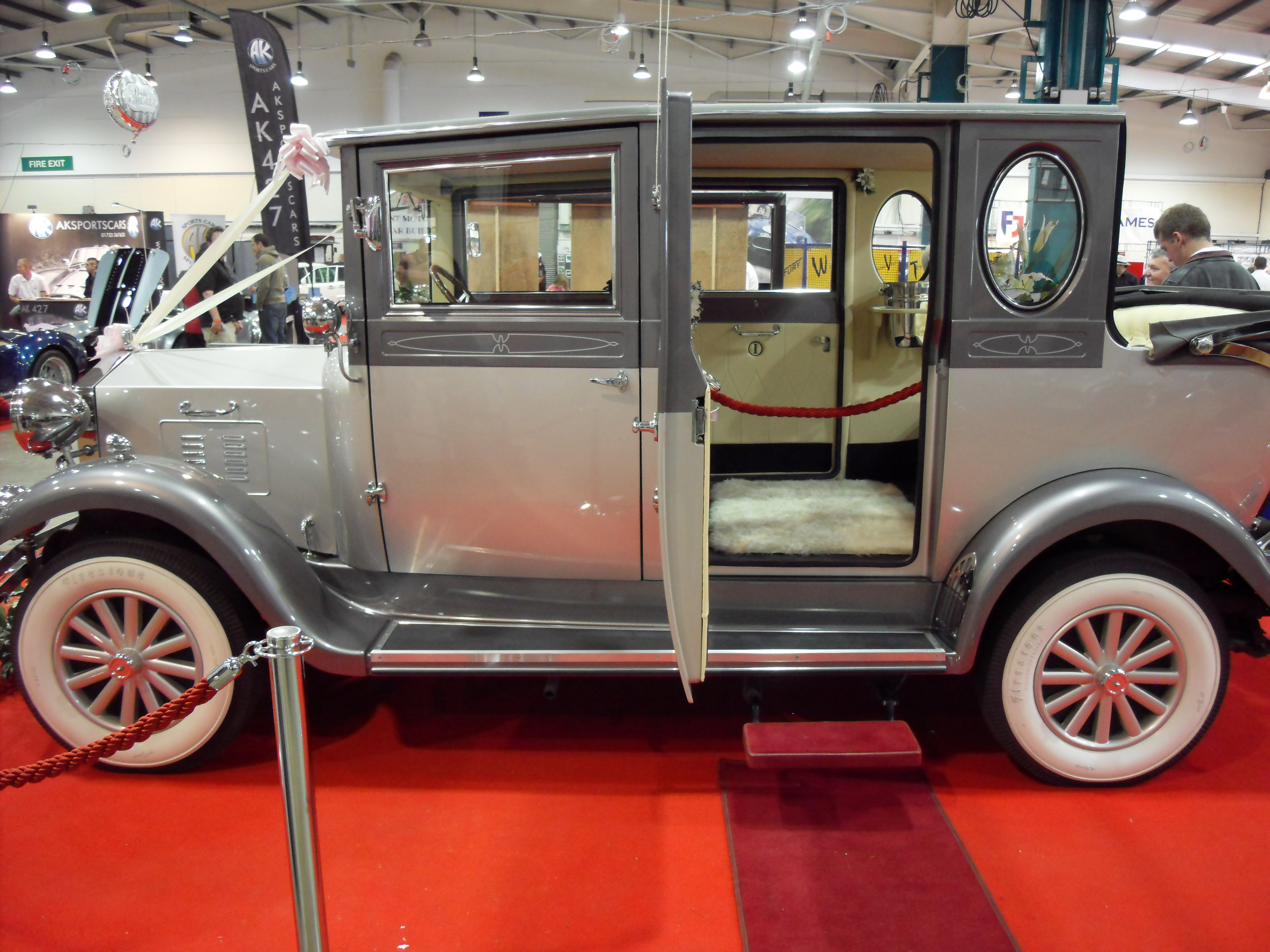
Imperial Landaulet

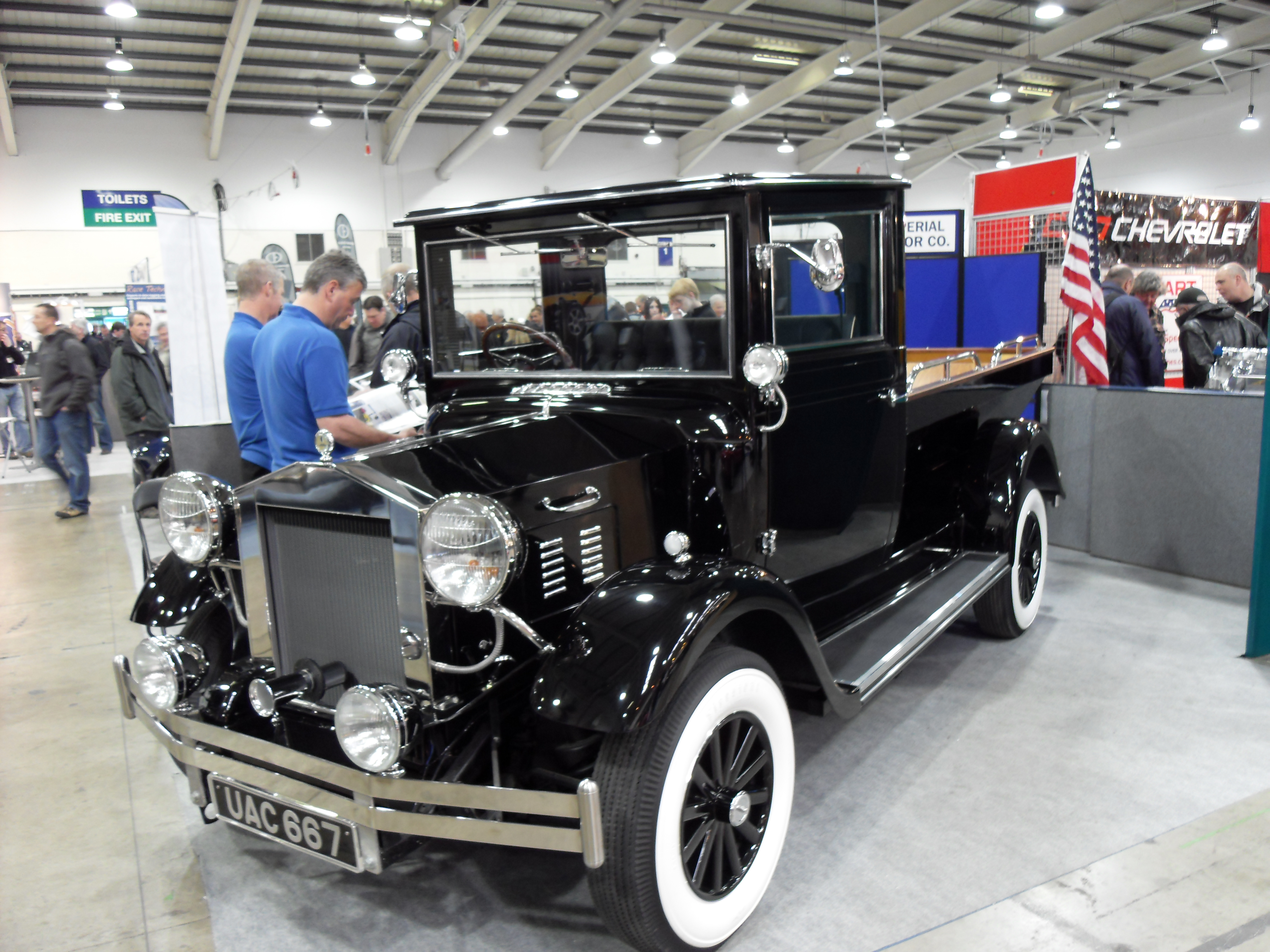
Imperial Pritschenwagen

Imperial Motor Company ist ein britischer Hersteller von Automobilen.

## Unternehmensgeschichte
John Barlow und David Chapman gründeten 2009 das Unternehmen in Preston in der Grafschaft Lancashire. Sie begannen mit der Produktion von Automobilen und Kits. Der Markenname lautet Imperial. Insgesamt entstanden bisher etwa 75 Exemplare.

## Fahrzeuge
Im Angebot stehen Fahrzeuge im Stil der 1930er Jahre. Zur Wahl stehen verschiedene Aufbauten wie Limousine, Landaulet, Leichenwagen und Pritschenwagen. Die Basis bildet das Fahrgestell des Austin FX 4.
Das Unternehmen selbst nennt außerdem das Modell Viscount auf Basis des Austin TX 1.